# Atacama Large Millimeter Array

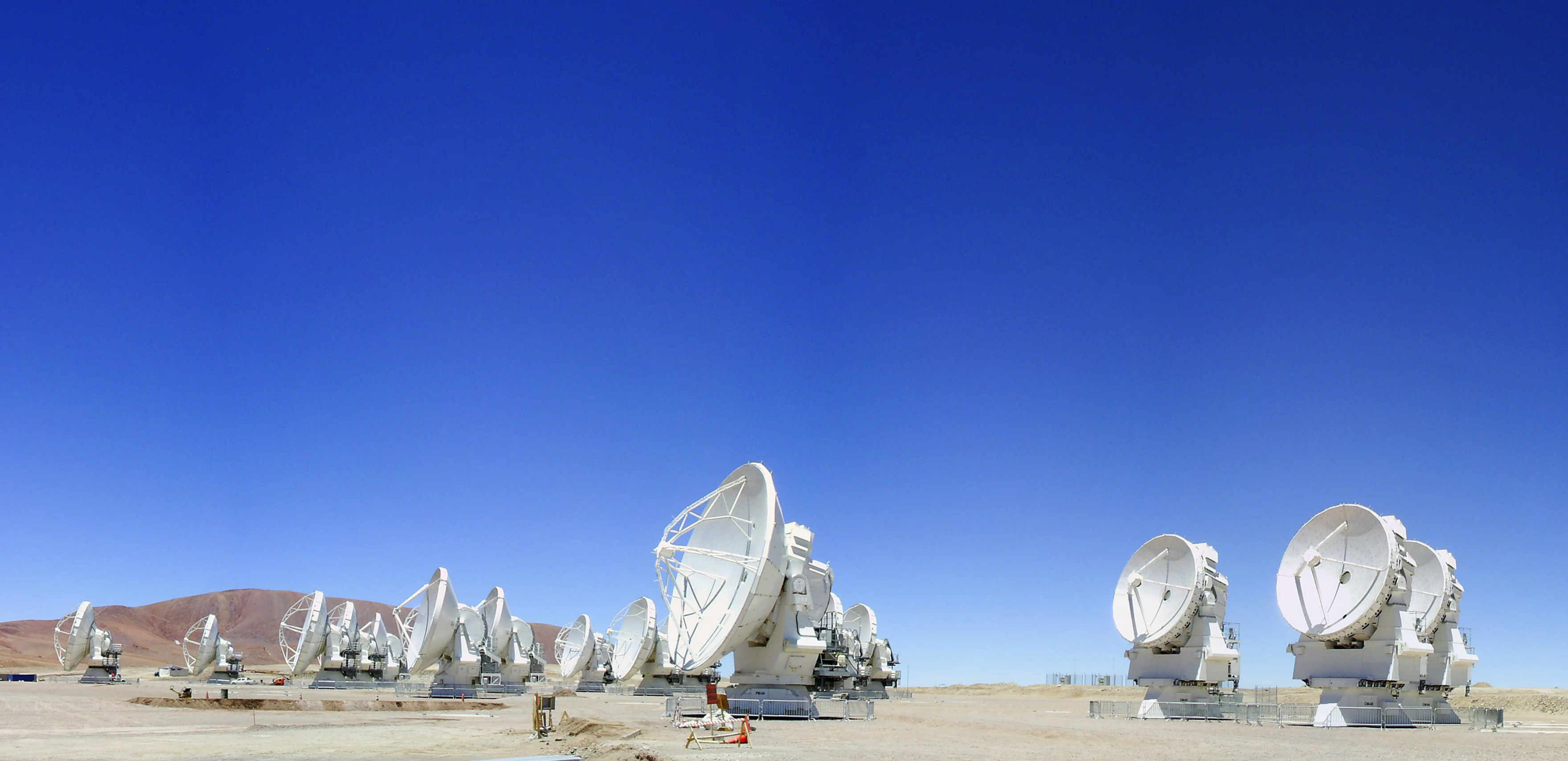
ALMA som det såg ut i november 2011.

Atacama Large Millimeter/Submillimeter Array, förkortat ALMA, är en radioteleskopgrupp i Atacamaöknen i Chile. ALMA består av 66 sammanlänkade radioteleskop som tillsammans ger en upplösning på 0,01 bågsekunder. ALMA färdigställdes och invigdes 2013, men vetenskapliga observationer med teleskopet inleddes redan 2011.
ALMA är det största projektet i världen inom markbaserad astronomi och är ett internationellt samarbetsprojekt med framför allt Europa och Nordamerika som aktiva partner. Även Japan och Taiwan deltar i projektet.
ALMA använder tekniken interferometri för att studera universum i millimeter- och submillimetervåglängder.
Ett mindre teleskop av samma typ, APEX, som svenska Onsala rymdobservatorium delvis ansvarar för, är i drift på samma högplatå. Det byggdes bland annat som en "vägvisare" åt ALMA genom att kartlägga universums källor av millimeter- och submillimeterstrålning.

## Observationer

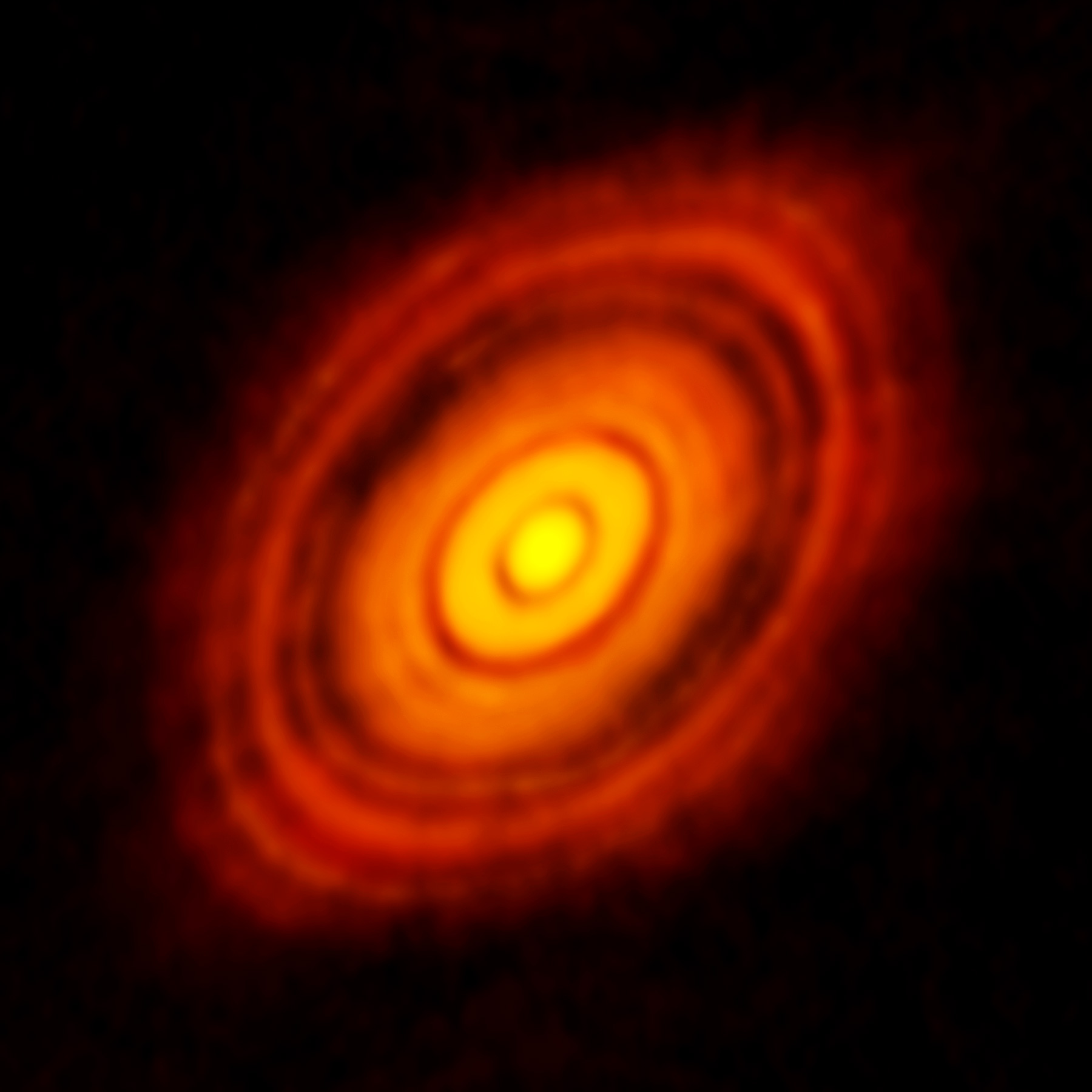
Planetbildning runt HL Tauri.

2014 publicerades en bild framtagen av ALMA, som visar en protoplanetär skiva runt den unga stjärnan HL Tauri i Oxens stjärnbild. Det var första gången bildbevis på en protoplanetär bildning skapades. Radiosignalerna fogades ihop på ett sätt som gjorde att man lyckades filtrera bort de stoftmoln som annars skymmer stjärnan.